# Greg Bell
Greg Bell, właśc. Gregory Curtis Bell (ur. 7 listopada 1930 w Terre Haute, zm. 25 stycznia 2025 w Logansport) – amerykański lekkoatleta (skoczek w dal), mistrz olimpijski z Melbourne z 1956 roku.
Największym jego sukcesem było zdobycie złotego medalu w skoku w dal podczas XVI Letnich Igrzysk Olimpijskich Melbourne 1956. Ustanowił wówczas rekord olimpijski skokiem na odległość 7,83 m. W 1959 roku zajął 2. miejsce podczas III Igrzysk Panamerykańskich w Chicago. Jego rekord życiowy pochodzący z 1957 – 8,09 m – był wówczas drugim wynikiem w historii po rekordzie świata należącym wówczas do Jessego Owensa (8,13 m).
W 1955 i 1959 roku zdobył mistrzostwo Stanów Zjednoczonych (Amateur Athletic Union) w skoku w dal na otwartym stadionie oraz w hali w 1958. W 1956 i 1957 roku był również akademickim mistrzem Stanów Zjednoczonych (National Collegiate Athletic Association).
W 1961 roku ukończył studia na Indiana University jako lekarz dentysta. Pracował potem w tym zawodzie w Logansport, w Indianie.